# En dalande dag, en flyktig stund
En dalande dag, en flyktig stund är en psalm av norske prästen Johannes Johnson från 1909, i tonsättning av Ludvig Mathias Lindeman med en senare bearbetning av melodin av David Wikander 1933. Psalmtexten översattes först av kyrkoherden i Strängnäs stift Oscar Reinhold Hallberg 1920 (1882-1959), men samma år bearbetades den av Carl Oscar Mannström inför publiceringen i Nya psalmer 1921.

## Publicerad som
- Nr 658 i Nya psalmer 1921, tillägget till 1819 års psalmbok, under rubriken "De yttersta tingen: De kristnas hopp inför döden".
- Nr 706 i Sionstoner 1935 under rubriken "Uppståndelsen, domen och det eviga livet".
- Nr 575 i 1937 års psalmbok under rubriken "Det kristna hoppet inför döden".
- Nr 720 i Sånger och psalmer 1951 under rubriken "Döden och det eviga livet. Livets korthet".
- Nr 624 i Den svenska psalmboken 1986 under rubriken "Kväll".
- Nr 563 i Svensk psalmbok för den evangelisk-lutherska kyrkan i Finland (1986) under rubriken "Döden och evigheten" med något annorlunda text än i Den svenska psalmboken, med melodi av Heikki Klemetti, 1904.
- Nr 725 i Psalmer och Sånger 1987 under rubriken "Framtiden och hoppet - Livets gåva och gräns".[1]